# Monty Python Live (Mostly)
Monty Python Live (Mostly) è uno spettacolo comico e musicale andato in scena nel luglio 2014, all'O2 Arena di Londra. Lo show segna il ritorno sulle scene del celebre gruppo comico, dopo trentun'anni dal loro ultimo lavoro insieme (il film Monty Python - Il senso della vita).

## Produzione
Alla fine del 2013, nel mese di novembre, fu annunciata la reunion dei Monty Python: inizialmente era prevista una sola data, ma i biglietti esaurirono addirittura in quarantatré secondi. Questo portò alla decisione di organizzare altre date, per un totale di dieci spettacoli. Lo slogan per lo show fu One down, five to go (Fuori uno, ne rimangono cinque) in riferimento alla morte di Graham Chapman, che comunque ha preso parte allo spettacolo comparendo sugli schermi dell'Arena durante alcuni sketch. Lo spettacolo finale del 20 luglio è stato anche quello di addio dei Monty Python. Per celebrare l'evento lo show è stato trasmesso in diretta via satellite in moltissimi paesi, nei cinema che hanno aderito all'iniziativa. Lo spettacolo è stato poi distribuito in DVD e Blu-ray Disc nel novembre del 2014, acquistabile sul loro sito ufficiale. In Italia è andato in onda il 28 dicembre 2014, in versione ridotta e sottotitolata, sul canale satellitare Sky Arte HD.

## Cast
I Pythons:
- John Cleese
- Terry Gilliam
- Eric Idle
- Terry Jones
- Michael Palin
- Graham Chapman (tramite immagini d'archivio)

Con la partecipazione di:
- Carol Cleveland
- Sam Holmes

Ospiti speciali: (nello sketch Blackmail) 
- Stephen Fry - nello show del 1º luglio
- Lee Mack - nello show del 2 luglio
- Bill Bailey - nello show del 3 luglio
- Noel Fielding - nello show del 4 luglio
- Matt Lucas - nello show del 5 luglio
- Warwick Davis - nello show del 15 luglio
- Simon Pegg - nello show del 16 luglio
- David Walliams - nello show del 18 luglio
- Eddie Izzard - nello show del 19 luglio (presente anche in quello finale durante la Bruces' Philosophers Song)
- Mike Myers - nello show del 20 luglio

Camei pre-registrati
- Il fisico Brian Cox
- Stephen Hawking (presente anche nell'Arena durante l'ultimo show)

## Sketch e canzoni

### Atto I
- Llamas
- Sequenza d'apertura
- I quattro Yorkshiremen
- The Fish-slapping dance (sullo schermo)
- Penis Song (Not the Noël Coward Song) (con l'aggiunta di nuove parti del testo riguardanti vagina e deretano)
- Squadra Frivolitz
- Rappresentazione di Pearl Harbor (sullo schermo)
- L'ultima cena (Michelangelo e il Papa)
- Every Sperm Is Sacred
- I protestanti possono usare protezioni
- Olimpiadi strambe (sullo schermo)
- Il consulente per l'orientamento professionale - Il ragioniere iscritto all'albo
- La canzone del taglialegna
- La finale di calcio dei filosofi- Primo tempo (sullo schermo)
- Bruces' Philosophers Song
- La finale di calcio dei filosofi- Secondo tempo (sullo schermo)
- Rana croccante
- L'uomo che parlava in anagrammi
- I like Chinese

### Atto II
- Sit on My Face
- Pinguino esplosivo sulla TV
- Composizioni di fiori di Gumby
- Giudici
- L'albatro
- Eh? Eh?
- Blackmail (Ricatti!)
- La teoria di Anne Elk sui brontosauri
- L'inquisizione spagnola
- Galaxy Song - con la partecipazione di Stephen Hawking
- Silly Walk Song
- La clinica per litigare
- I've Got Two Legs
- Spam
- Il pappagallo morto
- Il negozio di formaggi
- Christmas in Heaven
- Always Look on the Bright Side of Life (eseguita come bis)

Ad intervallare gli sketch c'erano anche le animazioni di Terry Gilliam.